# Tanglichok
Tanglichok (nep. ताङ्लिचोक) – gaun wikas samiti w zachodniej części Nepalu w strefie Gandaki w dystrykcie Gorkha. Według nepalskiego spisu powszechnego z 2001 roku liczył on 999 gospodarstw domowych i 4928 mieszkańców (2821 kobiet i 2107 mężczyzn).